# فهرست گروه‌های شورشی در میانمار
فهرست گروه‌های شورشی در میانمار (برمه):
این فهرست کامل نیست و گروه‌های شورشی دیگری نیز در میانمار فعالیت می‌کنند:

## گروه‌های فعال
| نام                              | مخفف        | سال تأسیس | توان نظامی | مرکز فرماندهی | محدودهٔ فعالیت                                            | وابستگی                                                       | توضیحات |
| -------------------------------- | ----------- | --------- | ---------- | ------------- | -------------------------------------------------------- | ------------------------------------------------------------- | --- |
| ارتش آراکان (ایالت کاچین)        | AA (Kachin) | ۲۰۰۹      | ۱۵۰۰-۲۰۰۰  | لایزا         | ایالت کاچین، ایالت راخین، ایالت شان، مرز میانمار-بنگلادش | بخشی از اتحاد شمال                                            | |
| ارتش آراکان (ایالت کایین)        | AA (Kayin)  | ۲۰۱۰      | ۱۰۰-۳۵۰    | به صورت سیار  | ایالت کایین                                              | شاخهٔ نظامی شورای ملی آراکان                                   | |
| ارتش آزادیبخش روهینگیای آراکان   | ARSA        | ۲۰۱۶      | ۵۰۰        | به صورت سیار  | ایالت راخین، مرز میانمار-بنگلادش                         |                                                               | پیشتر با نام حرکت الیقین شناخته می‌شد؛ مسئولیت حملات به پست های مرزی در مرز میانمار-بنگلادش در سال‌های ۲۰۱۶ و ۲۰۱۷ را پذیرفت. |
| ارتش استقلال کاچین               | KIA         | ۱۹۶۱      | ۸۰۰۰       | لایزا         | ایالت کاچین                                              | شاخهٔ نظامی سازمان استقلال کاچین، عضو شورای فدرال ملیت‌های متحد | در ایالت کاچین محدوده‌ای را در دست گرفته و آن را اداره می‌کند.                                                                |
| ارتش ملی کوکی                    | KNA(B)      | ۱۹۸۸      | ۲۰۰        | به صورت سیار  | ایالت چین، ناحیه ماگوای، ناحیه زاگاین                    | شاخهٔ نظامی سازمان ملی کوکی                                    | |
| ارتش اتحاد دموکراتیک ملی میانمار | MNDAA       | ۱۹۸۹      | ۲۰۰۰-۴۰۰۰  | به صورت سیار  | ایالت شان                                                | شاخهٔ نظامی حزب دموکراسی کوکانگ؛ بخشی از اتحاد شمال            | پس از انحلال حزب کمونیست برمه از این حزب جدا شد.                                                                            |
| ارتش آزادیبخش ملی تاآنگ          | TNLA        | ۱۹۹۲      | ۱۵۰۰-۳۵۰۰  | به صورت سیار  | ایالت شان                                                | عضو شورای فدرال ملیت‌های متحد، بخشی از اتحاد شمال              | ناحیهٔ خودمختار پالاونگ را اداره می‌کند.                                                                                      |
| ارتش انقلابی زومی                | ZRA         | ۱۹۹۷      | ۳۰۰۰       | چوراچاندپور   | ایالت چین، مرز میانمار-بنگلادش                           | شاخهٔ نظامی سازمان انقلابی زومی                                | فقط درگیری‌هایی محدود در میانمار داشته‌است.                                                                                   |

## گروه‌هایی که در آتش‌بس به سر می‌برند
| نام                                  | مخفف     | سال تأسیس | سال آتش‌بس  | توان نظامی            | مرکز فرماندهی                               | محدودهٔ فعالیت                                             | وابستگی                                                      | توضیحات                                                                                          |
| ------------------------------------ | -------- | --------- | ---------- | --------------------- | ------------------------------------------- | --------------------------------------------------------- | ------------------------------------------------------------ | ------------------------------------------------------------------------------------------------ |
| جبههٔ دموکراتیک دانشجویان همهٔ برمه    | ABSDF    | ۱۹۸۸      | ۲۰۱۵       | ۶۰۰-۱۰۰۰              | چندین مرکز فرماندهی در میانمار و خارج از آن | مرز میانمار-تایلند، مرز میانمار-هندوستان، مرز میانمار-چین |                                                              |                                                                                                  |
| ارتش آزادیبخش آراکان                 | ALA      | ۱۹۶۸      | ۲۰۱۲، ۲۰۱۵ | ۶۰-۱۰۰                | سیتوه                                       | ایالت کایین، ایالت راخین                                  |                                                              | اتحاد نزدیک با اتحادیهٔ ملی کارن                                                                  |
| ارتش ملی چین                         | CNA      | ۱۹۸۸      | ۲۰۱۲، ۲۰۱۵ | ۲۰۰                   | هاخا                                        | ایالت چین                                                 | شاخهٔ نظامی جبههٔ ملی چین، عضو شورای فدرال ملیت‌های متحد        |                                                                                                  |
| ارتش بودایی کارن دموکراتیک- بریگاد ۵ | DKBA-5   | ۲۰۱۰      | ۲۰۱۱       | ۱۵۰۰                  | سونسی، میانگ                                | شهرستان میاواددی، ایالت کایین                             |                                                              | تا سال ۲۰۱۰ بخشی از ارتش بودایی کارن دموکراتیک بود.                                              |
| سازمان دفاع ملی کارن                 | KNDO     | ۱۹۴۹      | ۲۰۱۲، ۲۰۱۵ | نامشخص                | لای وا، مانرپلاو (از ۱۹۹۵)                  | ایالت کایا، ایالت کایین                                   | وابسته به اتحادیهٔ ملی کارن                                   |                                                                                                  |
| ارتش آزادیبخش ملی کارن               | KNLA     | ۱۹۴۹      | ۲۰۱۲، ۲۰۱۵ | ۵۰۰۰-۷۰۰۰             | لای وا، مانرپلاو (از ۱۹۹۵)                  | ایالت کایا، ایالت کایین                                   | شاخهٔ نظامی اتحادیهٔ ملی کارن؛ عضو شورای فدرال ملیت‌های متحد    |                                                                                                  |
| ارتش کارنی                           | KA/KNPP  | ۱۹۴۹      | ۲۰۰۵، ۲۰۱۲ | ۵۰۰-۱۵۰۰              | نیا موئه                                    | ایالت کایا                                                | شاخهٔ نظامی حزب مترقی ملی کارنی، عضو شورای فدرال ملیت‌های متحد |                                                                                                  |
| ارتش آزادیبخش ملی مون                | MNLA     | ۱۹۵۸      | ۱۹۹۵، ۲۰۱۲ | ۸۰۰ (۲۰۰۰-۵۰۰۰ ذخیره) | یه چاونگ، فیا                               | ایالت مون                                                 | شاخهٔ نظامی حزب نوین ایالت مون                                |                                                                                                  |
| ارتش اتحاد دموکراتیک ملی             | NDAA-ESS | ۱۹۸۹      | ۱۹۸۹، ۲۰۱۱ | ۳۰۰۰-۴۰۰۰             | مونگ لا                                     | ایالت شان                                                 |                                                              | پس از انحلال حزب کمونیست برمه از این حزب جدا شد.                                                 |
| ارتش آزادیبخش ملی پائو               | PNLA     | ۲۰۰۹      | ۲۰۱۲       | ۴۰۰                   | کمپ لی بوور                                 | ایالت شان، مرز میانمار-تایلند                             | شاخهٔ نظامی سازمان آزادیبخش ملی پائو                          |                                                                                                  |
| ارتش ایالت شان-شمال                  | SSA-N    | ۱۹۷۱      | ۱۹۸۹، ۲۰۱۲ | ۸۰۰۰                  | وان های                                     | ایالت شان                                                 | شاخهٔ نظامی حزب مترقی ایالت شان، عضو شورای فدرال ملیت‌های متحد |                                                                                                  |
| ارتش ایالت شان-جنوب                  | SSA-S    | ۱۹۹۶      | ۲۰۱۲، ۲۰۱۵ | ۶۰۰۰-۸۰۰۰             | لوی تان لنگ                                 | ایالت شان، مرز میانمار-تایلند                             | شاخهٔ نظامی شورای احیای ایالت شان، عضو کنگرهٔایالت شان         | در سال ۱۹۹۵ از ارتش مونگ تای جدا شد.                                                             |
| ارتش ایالت وای متحد                  | UWSA     | ۱۹۸۹      | ۱۹۸۹، ۲۰۱۱ | ۲۰۰۰۰-۲۵۰۰۰           | پانگکام                                     | ایالت شان                                                 | شاخهٔ نظامی حزب اتحاد ایالت وا                                | هم‌اکنون ناحیهٔ خودمختار وا را در ایالت وا را به‌صورت یک حکومت دیکتاتوری نظامی دوفاکتو اداره می‌کند. |
| ارتش ملی وا                          | WNA      | ۱۹۶۹      | ۱۹۹۷       | ۲۰۰                   | هومین                                       | ایالت شان                                                 | شاخهٔ نظامی سازمان ملی وا، عضو شورای فدرال ملیت‌های متحد       | در اوت ۱۹۹۷ پیمان صلحی را با دولت مرکزی امضا کرده‌است.                                            |

## گروه‌های منحل‌شده
| نام                            | مخفف   | سال تأسیس | سال انحلال | توان نظامی | مرکز فرماندهی      | محدودهٔ فعالیت                    | وابستگی                                           | توضیحات |
| ------------------------------ | ------ | --------- | ---------- | ---------- | ------------------ | -------------------------------- | ------------------------------------------------- | --- |
| جبههٔ اسلامی روهینگیای آراکان   | ARIF   | ۱۹۸۶      | ۱۹۹۸       | نامشخص     | به صورت سیار       | ایالت راخین، مرز میانمار-بنگلادش |                                                   | |
| حزب کمونیست برمه               | CPB    | ۱۹۳۹      | ۱۹۸۹       | ۶۰۰۰       | پانگسانگ           | ایالت کایین، ایالت شان           |                                                   | شاخهٔ نظامی حزب در ۱۹۸۸ منحل شد. |
| ارتش بودایی کارن دموکراتیک     | DKBA   | ۱۹۹۴      | ۲۰۱۰       | ۵۰۰۰       | مانرپلاو (از ۱۹۹۵) | ایالت کایین                      |                                                   | اندکی پس از تشکیلش در ۱۹۹۴ توافق آتش‌بسی امضا کرد؛ در ۲۰۱۰ منحل شد. انشعابی بود از اتحادیهٔ ملی کارن |
| ارتش خدا                       |        | ۱۹۹۷      | ۲۰۰۶       | ۵۰۰        | به صورت سیار       | مرز میانمار-تایلند               |                                                   | در سال ۲۰۰۶ تسلیم نیروهای دولتی شد. |
| ارتش دفاع از کاچین             | KDA    | ۱۹۶۱      | ۲۰۱۰       | ۱۵۰۰       | گاونگکا            | ایالت شان                        |                                                   | منشأ تشکیل آن بریگاد ۴ ارتش استقلال کاچین بود. |
| جبههٔ ملی آزادیبخش خلق کارنی    | KNPLF  | ۱۹۷۸      | ۲۰۰۹       | ۴۰۰۰       | به صورت سیار       | ایالت کایا                       |                                                   | از ارتش کارنی منشعب شد. در ۱۹۸۹ توافق آتش‌بسی امضا کرد و در سال ۲۰۰۹ تحت عنوان نیروهای پاسدار مرز آرایش یافت. |
| ارتش مونگ تای                  | MTA    | ۱۹۸۵      | ۱۹۹۶       | ۲۰۰۰۰      | هومین              | ایالت شان، مرز میانمار-تایلند    |                                                   | در ۱۹۹۶ تسلیم نیروهای دولتی شد. |
| ارتش احیای مونلند              | MRA    | ۲۰۰۱      | ۲۰۱۲       | ۱۰۰-۳۰۰    | سانگلا بوری        | ایالت مون، ناحیهٔ تانینتاریی      | شاخهٔ نظامی حزب احیای هونگ ساواتوی                 | در ۲۰۱۲ تسلیم نیروهای دولتی شد. |
| مجاهدین                        |        | ۱۹۴۷      | ۱۹۶۱       | ۲۰۰۰       | مایو               | ایالت راخین                      |                                                   | در اواخر دههٔ ۱۹۵۰ و اوایل دههٔ ۱۹۶۰ اکثریتی از نیروهایش تسلیم نیروهای دولتی شدند. |
| شورای سوسیالیستی ملی ناگالند   | NSCN-K | ۱۹۸۰      | ۲۰۱۲       | ۵۰۰        | به صورت سیار       | ناحیه زاگاین                     |                                                   | پس از تشکیل ناحیهٔ خودمختار ناگا در سال ۲۰۱۰، شاخهٔ میانمار این شورا منحل شد. در سال ۲۰۱۲ توافق آتش‌بسی با حکومت امضا کرده و اعلام انحلال کرد. |
| ارتش دموکراتیک نوین - کاچین    | NDA-K  | ۱۹۸۹      | ۲۰۰۹       | ۷۰۰        | پانگ وا            | ایالت شان                        |                                                   | در ۱۹۸۹ توافق آتش‌بسی امضا کرد و در سال ۲۰۰۹ تحت عنوان نیروهای پاسدار مرز آرایش یافت. |
| ارتش ملی پائو                  | PNA    | ۱۹۴۹      | ۱۹۹۱       | نامشخص     | تاونگیی            | ایالت شان                        | شاخهٔ نظامی سازمان ملی پائو                        | در سال ۱۹۹۱ منحل شد و به یک حزب سیاسی تبدیل شد. هم‌اکنون ناحیهٔ خودمختار پائو را اداره می‌کند. |
| حزب کمونیستی پرچم سرخ          | RFCP   | ۱۹۴۸      | ۱۹۷۸       | ۵۰۰        | به صورت سیار       | ایالت شان                        |                                                   | از حزب کمونیست برمه (پرچم سفید) منشعب شد. |
| حزب آزادیبخش روهینگیا          | RLP    | ۱۹۷۲      | ۱۹۷۴       | ۸۰۰-۲۵۰۰   | به صورت سیار]      | ایالت راخین                      |                                                   | شورشیان پس از یک عملیات نظامی سنگین از طرف حکومت در سال ۱۹۷۴ از طریق مرز به بنگلادش گریختند. |
| ارتش ملی روهینگیا              | RNA    | ۱۹۹۸      | ۲۰۰۱       | نامشخص     | کاکس‌بازار          | ایالت راخین، مرز میانمار-بنگلادش | شاخهٔ نظامی سازمان ملی روهینگیای آراکان            | |
| جبههٔ میهنی روهینگیا            | RPF    | ۱۹۷۴      | دههٔ ۱۹۸۰   | ۷۰         | به صورت سیار       | ایالت راخین                      |                                                   | |
| سازمان همبستگی روهینگیا        | RSO    | ۱۹۸۲      | ۱۹۹۸       |            |                    | ایالت راخین، مرز میانمار-بنگلادش | به احتمال زیاد با طالبان و القاعده در ارتباط است. | به طور عمده در دههٔ ۱۹۹۰ فعال بود. شاخهٔ نظامی آن در سال ۱۹۹۸ منحل شد. |
| ارتش ایالت شان                 | SSA    | ۱۹۶۴      | ۱۹۷۶       | ۱۵۰۰       | به صورت سیار       | ایالت شان                        |                                                   | اساس تشکیل ارتش ایالت شان-شمال و ارتش ایالت شان-جنوب را فراهم آورد. به درگیری با دیگر گروه‌های شورشی مانند حزب کمونیست برمه پرداخت. |
| ارتش ملی ایالت شان             | SSNA   | ۱۹۹۵      | ۲۰۰۵       | ۸۰۰۰       | هسیپاو             | ایالت شان                        |                                                   | در سال ۲۰۰۵ در ارتش ایالت شان-جنوب ادغام شد. |
| ارتش متحد انقلابی شان          | SURA   | نامشخص    | ۱۹۹۶       | نامشخص     | هومین              | ایالت شان، مرز میانمار-تایلند    |                                                   | در سال ۱۹۹۶ اکثریت شورشیان تسلیم نیروهای دولتی شدند، اما ۸۰۰ شورشی تحت رهبری یاود سرک مبارزه را ادامه داده و ارتش ایالت شان-جنوب را تشکیل داد. |
| مبارزان دانشجوی برمه‌ای نیرومند | VBSW   | ۱۹۹۹      | ۲۰۱۳       | نامشخص     | به صورت سیار       | مرز میانمار-تایلند               |                                                   | از سال ۲۰۱۳ هیچ خیزش یا تروری به این گروه نسبت داده نشده‌است، به همین دلیل گمان می‌رود که این گروه غیرفعال شده یا به دنبال اصلاحات سیاسی در میانمار منحل شده‌باشد. در اکتبر ۱۹۹۹ این گروه به خاطر هجوم و گروگانگیری در کنسولگری میانمار در بانکوک تایلند مورد انتقاد واقع شد. |

## ائتلاف‌های نظامی
| نام                | مخفف  | سال تأسیس | مرکز فرماندهی | اعضای ائتلاف                                                                                          | توضیحات                             |
| ------------------ | ----- | --------- | ------------- | --- | ----------------------------------- |
| ارتش اتحادیهٔ فدرال | FUA   | ۲۰۱۱      | چیانگ مای     | نک: اینجا                                                                                             | شاخهٔ نظامی شورای فدرال ملیت‌های متحد |
| اتحاد شمال         | ندارد | ۲۰۱۶      | لایزا         | ارتش آراکان (ایالت کاچین) ارتش استقلال کاچین ارتش اتحاد دموکراتیک ملی میانمار ارتش آزادیبخش ملی تاآنگ |                                     |